# Mount Pierre
Mount Pierre är ett berg i Antarktis. Det ligger i Östantarktis. Norge gör anspråk på området. Toppen på Mount Pierre är 2 200 meter över havet.
Terrängen runt Mount Pierre är huvudsakligen lite kuperad. Trakten är obefolkad. Det finns inga samhällen i närheten.